# Изобар (линия)
Вижте пояснителната страница за други значения на Изобар.
Изобàрът е линия, на карта или чертеж, свързваща точки с еднакво налягане. Изобарите се използват най-често при метеорологичните карти. Там те обаче се чертаят не според действителното атмосферно налягане на повърхността на земята, а според въображаема стойност, показваща какво би било налягането, ако съответната точка от земната повърхност се намираше на морското равнище. 
На метеорологичните карти изобарите ясно очертават местата с високо атмосферно налягане (антициклоните) и местата с ниско атмосферно налягане (циклоните). Когато изобарите са на голямо разстояние един от друг, това показва, че няма голям градиент на налягането и не се очакват съществени промени във времето. Когато изобарите се събират близо един до друг, това обозначава места, където налягането се променя бързо и затова там възниква ураганен вятър. 